# Hank McDowell
Hank Leigh McDowell (Memphis, Tennessee, 13 de noviembre de 1959) es un exjugador de baloncesto estadounidense que disputó seis temporadas en la NBA, además de jugar en la CBA, la liga italiana y la liga ACB. Con 2,06 metros de estatura, lo hacía en la posición de ala-pívot.

## Trayectoria deportiva

### Universidad
Jugó durante cuatro temporadas con los Tigers de la Universidad de Memphis, en las que promedió 8,7 puntos y 5,9 rebotes por partido. En su última temporada fue incluido en el segundo mejor quinteto de la Metro Conference.

### Profesional
Fue elegido en el puesto 102 del Draft de la NBA de 1981 por Golden State Warriors, donde en su primera temporada promedió 3,2 puntos y 3,3 rebotes por partido. Poco después de comenzada la temporada 1982-83 fue despedido, siendo reclamado por los Portland Trail Blazers, donde acabó la misma promediando 2,3 puntos y 2,1 rebotes por partido.
Al año siguiente fue traspasado a Indiana Pacers a cambio de una futura ronda del draft, quienes a su vez lo enviaron a los San Diego Clippers, donde jugó su mejor temporada en la NBA, promediando 3,6 puntos y 2,7 rebotes por partido. En 1984 fue traspasado a Houston Rockets a cambio de una tercera ronda del draft del 85, donde jugó intermitentemente con periodos en la CBA, pero llegando a disputar las Finales de la NBA de 1986 ante los Boston Celtics, en las que cayeron por 4-2.
Tras un breve paso por los Milwaukee Bucks, se marchó a jugar a la liga italiana, donde jugó dos temporadas, en las que promedió 18,6 puntos y 9,9 rebotes por partido, y entre medio jugó una temporada en el Valvi Girona de la liga ACB, en la que promedió 17,6 puntos y 9,6 rebotes por encuentro.

## Estadísticas de su carrera en la NBA

### Temporada regular
| Temporada | Edad | Equipo                 | Liga | P   | TIT | MIN  | TC  | TCA | %TC  | 3P  | 3PA | %3P  | TL  | TLA | %TL  | R.OF. | R.DEF. | REB | ASIS | ROB | TAP | PER | FP  | PTS |
| 1981-82   | 22   | Golden State Warriors  | NBA  | 30  | 1   | 11.2 | 1.1 | 2.8 | .405 | 0.0 | 0.0 |      | 0.9 | 1.4 | .659 | 1.4   | 2.0    | 3.3 | 0.7  | 0.2 | 0.3 | 0.7 | 1.7 | 3.2 |
| 1982-83   | 23   | TOTAL                  | NBA  | 56  | 0   | 9.0  | 1.0 | 2.3 | .460 | 0.0 | 0.0 | .000 | 0.8 | 1.1 | .770 | 1.0   | 1.2    | 2.1 | 0.4  | 0.1 | 0.2 | 0.7 | 1.5 | 2.9 |
| 1982-83   | 23   | Golden State Warriors  | NBA  | 14  | 0   | 9.3  | 0.9 | 2.1 | .448 | 0.0 | 0.0 |      | 1.0 | 1.3 | .778 | 1.1   | 1.1    | 2.1 | 0.3  | 0.1 | 0.3 | 0.6 | 1.9 | 2.9 |
| 1982-83   | 23   | Portland Trail Blazers | NBA  | 42  | 0   | 8.9  | 1.1 | 2.3 | .464 | 0.0 | 0.0 | .000 | 0.8 | 1.0 | .767 | 0.9   | 1.2    | 2.1 | 0.5  | 0.1 | 0.2 | 0.8 | 1.4 | 2.9 |
| 1983-84   | 24   | San Diego Clippers     | NBA  | 57  | 0   | 10.7 | 1.5 | 3.5 | .431 | 0.0 | 0.1 | .000 | 0.7 | 1.0 | .679 | 1.1   | 1.6    | 2.7 | 0.6  | 0.2 | 0.0 | 0.9 | 1.4 | 3.6 |
| 1984-85   | 25   | Houston Rockets        | NBA  | 34  | 0   | 3.9  | 0.6 | 1.2 | .476 | 0.0 | 0.0 | .000 | 0.2 | 0.3 | .700 | 0.2   | 0.4    | 0.6 | 0.3  | 0.1 | 0.1 | 0.2 | 0.6 | 1.4 |
| 1985-86   | 26   | Houston Rockets        | NBA  | 22  | 0   | 9.3  | 1.1 | 1.9 | .571 | 0.0 | 0.0 | .000 | 0.8 | 1.1 | .680 | 0.5   | 1.7    | 2.2 | 0.3  | 0.0 | 0.1 | 0.5 | 1.1 | 3.0 |
| 1986-87   | 27   | Milwaukee Bucks        | NBA  | 7   | 0   | 10.0 | 1.1 | 2.4 | .471 | 0.0 | 0.0 |      | 0.9 | 1.0 | .857 | 1.3   | 1.4    | 2.7 | 0.3  | 0.3 | 0.0 | 0.4 | 2.0 | 3.1 |
| Total     |      |                        | NBA  | 206 | 1   | 9.0  | 1.1 | 2.5 | .451 | 0.0 | 0.0 | .000 | 0.7 | 1.0 | .710 | 0.9   | 1.3    | 2.3 | 0.5  | 0.2 | 0.1 | 0.6 | 1.3 | 2.9 |

### Playoffs
| Temporada | Edad | Equipo                 | Liga | P  | TIT | MIN | TC  | TCA | %TC  | 3P  | 3PA | %3P | TL  | TLA | %TL  | R.OF. | R.DEF. | REB | ASIS | ROB | TAP | PER | FP  | PTS |
| 1982-83   | 23   | Portland Trail Blazers | NBA  | 2  |     | 2.0 | 0.0 | 0.5 | .000 | 0.0 | 0.0 |     | 0.0 | 0.0 |      | 0.0   | 1.0    | 1.0 | 1.0  | 0.0 | 0.0 | 0.0 | 1.0 | 0.0 |
| 1985-86   | 26   | Houston Rockets        | NBA  | 13 | 0   | 2.5 | 0.2 | 0.5 | .286 | 0.0 | 0.0 |     | 0.4 | 0.6 | .625 | 0.3   | 0.3    | 0.6 | 0.2  | 0.0 | 0.0 | 0.2 | 0.5 | 0.7 |
| Total     |      |                        | NBA  | 15 | 0   | 2.5 | 0.1 | 0.5 | .250 | 0.0 | 0.0 |     | 0.3 | 0.5 | .625 | 0.3   | 0.4    | 0.7 | 0.3  | 0.0 | 0.0 | 0.1 | 0.5 | 0.6 |